# 新疆丽豆
新疆丽豆（学名：Calophaca soongorica）为豆科丽豆属下的一个种。